# 無限差分法
在数学中，無限差分法（infinite-difference methods），是一种微分方程数值方法，是通过無限差分來近似导數，从而寻求微分方程的近似解。

## 無限差分
前項有限差分定義如下
{\displaystyle \Delta _{h}[f](x)=f(x+h)-f(x).}
由此可以定義廣義有限差分如下
{\displaystyle \Delta _{h}^{\mu }[f](x)=\sum _{k=0}^{N}\mu _{k}f(x+kh),}
其中{\displaystyle \mu =(\mu _{0},\ldots ,\mu _{N})}為對應的係數向量，若上述的有限項和改為無窮級，這樣的廣義有限差分就是無限差分。